# اشغال تبریز توسط عثمانی‌ها (۱۵۸۵)
حمله و اشغال تبریز توسط عثمانی‌ها (۱۵۸۵ میلادی / ۹۹۳ هجری قمری) یکی از مهم‌ترین تلاش‌های تُرکان عثمانی برای تصرف بخشی از خاک ایران بود که بر اساس آنچه که تاریخ نویسان ایرانی و عثمانی نوشته‌اند، بر اثر حمله در این سال، عده زیادی از مردم تبریز کشته شدند و برخی نیز به بردگی درآمدند و شهر تبریز نیز ویران گشت.

## جنگ
در این نبرد حمزه میرزا فرمانده ایرانی و پسر بزرگ شاه محمد خدابنده تبریز را در برابر ۲۶۰ هزار قوای عثمانی سنگربندی کرد تا سپاه کمکی از نقاط دیگر به تبریز برسد اما به‌دلیل اختلاف سران قزلباش نیروی کافی برای جنگ مهیا نشد در نتیجه حمزه میرزا با ۵۰ هزار نفر قوای تبریزی شهر را مبدل به یک پادگان بزرگ کرد. ارتش عثمانی به جای جنگ خانگی شهر تبریز را شدیداً به توپ بست. حمزه میرزا مبادرت به جنگ‌های ایذایی کرد و نهایتا تبریز سقوط کرد ولی قوای خستهٔ عثمانی با مرگ عثمان پاشا سردار سپاه عقب‌نشینی کردند.

## پیش زمینه تاریخی
در سده دهم هجری قمری و تا سال ۹۵۲ این سده، سه هجوم به آذربایجان از سوی سپاه عثمانی درگرفت که منجر به واکنش صفویان شد. اما پس از مرگ شاه طهماسب در ۳ خرداد ۹۵۵ هجری خورشیدی، به دلیل نبود پادشاهی مقتدر در انتقال قدرت، اوضاع کشور داری در ایران رو به نابسامانی گذاشت و کشور دچار بحران‌های فراوان داخلی و خارجی گشت. نصرالله فلسفی راجع به تأثیر سست‌عنصری حاکمان، اختلاف و دو دستگی سران قزلباش و سرکشی و نافرمانی حکام ولایات در تضعیف قدرت نظامی کشور می‌نویسد: «حکام معزول ولایات که نمی‌خواستند دست از حکمروائی خود بردارند، به مخالفت و طغیان برخاستند و در هر گوشه لوای سرکشی برافراشته شد. در اندک زمان کار عصیان و اختلاف سران قزلباش به آنجا رسید که دست تسلط حکومت مرکزی از ولایات کوتاه گشت و چون خبر ضعف و اختلال سلطنت صفوی انتشار یافت، دشمنان بیگانه ایران هم که در زمان شاه طهماسب از بیم قدرت وی یارای خودنمایی نداشتند، موقع را برای انجام مقاصد دیرینه خویش مناسب یافتند و از مغرب و مشرق به خاک ایران تجاوز کردند.» بنا به اعتقاد اوروج بیگ بیات، از اعضای هیئتی ایرانی، «چون دیگر نام شاه طهماسب بزرگ که به دل ترکان [عثمانی] لرزه می‌انداخت بر سر زبان‌ها نبود، سلطان مراد از فرصت بهرمند شد و در حالی که ایران در جنگ خانگی می‌سوخت، پس از مشاورات بسیار، مصطفی پاشا را به سرکردگی سپاه خویش مأمور اجرای این تهاجم کرد.»
اما آنطور که مورخان عثمانی می‌گویند، در سوی عثمانی‌ها، تشکیک در حمله به ایران وجود داشته است. اوزون چارشلی مورخ ترک، به نقل از تاریخ پَچوی اظهار می‌کند که صوقللی محمد پاشا مشکلات جنگ با ایران را بارها به عرض شاه رسانید. استدلال‌های او در مخالفت با جنگ علیه ایران از این قرار بود: «نخست این که غلامان (منظور سربازان) جری می‌شوند و به حقوق و مخارج آنان افزوده می‌گردد. رعایا (یعنی مردم دهات) هم از سنگینی بار مالیات‌ها و هم از تجاوز سربازان پایمال می‌شوند. حتی اگر ایران تصرف شود مردمش نخواهند پذیرفت که جزء رعایای ما شوند. عایدات جامعه از شهرها کفاف مصارف جنگ را نخواهد داد. جد اعلایمان حضرت سلطان سلیمان چه مرارت‌هایی کشید و تا زمانی که فیمابین صلح برقرار شد، چه زهرها چشید و چه مرارت‌ها به جان خرید. کسانی که چنین جنگی را تلقین و تکلیف می‌کنند، کسانی اند که معنی جنگ با عجم را نمی‌دانند.» یوزف فون هامر، مستشرق اتریشی، همچون چارشلی بر این نظر است که پاشایان و وزیران عثمانی، بنا به روحیه و امیال جاه طلبانه ای که داشتند به مخالفت‌های صریح و سخت صدر اعظم صوقللی محمد پاشا وقعی نگذاشته و در نهایت با آغاز جنگ علیه ایران، خود سرداری و سرعسکری لشکریان عثمانی را برعهده گرفتند.

## کشتار و غارت مردم تبریز در سال ۹۹۳

### در نظر تاریخ نویسان صفوی
قاضی احمد قمی از قتل‌عام هفت و هشت هزار نفر از مردم بیگناه تبریز سخن گفته است. وی می‌نویسد: «تمامی ینکچریان خود را به کوچه‌ها و محل‌ها انداخته، هر کس را به نظر درآوردند به درجه شهادت رسانیده و از دیوار باغچه به خانه‌ها درآمده هرکس را که در نقب‌ها و زیرزمین‌ها پنهان شده بود، بیرون آورده به قتل رسانیدند(...) قریب هفت هشت هزار نفر به قتل درآورده، صد نفر از پیر زنان را طعمه شمشیر ساختند و چند تن از سادات صحیح النسب و علما و صلحا در این قتل‌عام شربت شهادت چشیدند و اطفال شیر خواره را پای به شکم نهاده به عالم آخرت رسانیدند و موازی هفت هشت هزار نفر از ساده رخان مه‌لقا و دختران سمن سیما و زنان حور لقا و اطفال مسلمانان از تبریزیان اسیر نموده در میانه خرید و فروخت نمودند. (...) مجملاً از ظهور اسلام تا غایت، این نوع قتل‌عامی بر زمره مؤمنین سمت ظهور نیافته بود و هیچ‌یک از سلاطین کفر جرأت به این امر شنیع نکرده بودند که از این عثمان عثمان پاشا بی‌ایمان نسبت به مسلمانان صادر شد…»
اسکندر بیگ ترکمان نیز در عالم آرای عباسی دربارهٔ قتل‌عام مردم تبریز سخنی کم و بیش مشابه قاضی احمد قمی گفته است. وی می‌نویسید: «در اثناء تعمیر قلعه عثمان پاشا در تبریز تجویز قتل‌عام نمود… رومیان به مجرد شنیدن آن کلمه، با تیغ‌های کشیده به شهر ریخته آغاز سرافشانی نمودند… رومیه در بیرون هر کس را دیدند به قتل رسانیدند و شروع در خانه‌ها کرده به هر خانه راه یافتند مردان را طعمة شمشیر بلا ساخته اموال و اسباب را نهب و غارت نمودند و بسیاری از نساء و صبیان را اسیر کردند. فریاد و فغان اطفال و عورات به فلک اثیر رسیده…» ...

### در نظر تاریخ نویسان عثمانی و سفرنامه نویسان
افزون بر مورخان ایرانی، برخی از مورخان عثمانی که بعضاً خود نیز در در هنگام تصرف تبریز حضور داشته‌اند به صراحت به قتل‌عام مردم تبریز اشاره کرده‌اند. از جمله حریمی که رساله‌ای به نام «فتح تبریز» نوشته در دو جا از اثر خود به رفتار قوای عثمانی با مردم تبریز این گونه سخن گفته است: عساکر «از سحرگاه دست به هجوم همه‌جانبه زده، اموال و اسباب و دارایی اهالی شهر را چنان مورد غارت و چپاول قرار دادند که صد مرتبه بدتر از عملی که تیمور در حمله به سیواس مرتکب شده بود را مرتکب شدند.»
حریمی در فقره‌ای دیگر ضمن اشاره به علت خشم سپاهیان عثمانی به صراحت از قتل‌عام مردم تبریز این گونه سخن گفته است: «پیروزی ناچیزی که نصیب دشمن دین و گروه ضالین شد، موجب شادی و سرور مردم شهر تبریز گشت. آنها پس از آن، هر گاه عساکر روم را تنها می‌یافتند آنها را لخت‌می‌کردند یا می‌کشتند. عساکر روم از این عمل به ستوه آمدند و لیکن از سوی حضرت سردار اجازه غارت و قتل‌عام مردم را نداشتند. اما ندایی در میان آنان پیدا شد که می‌گفت: عساکر روم از جانب رب العالمین مجاز به غارت و قتل‌عام مردمند. از این رو عساکر از یک طرف هجوم همه‌جانبه آورده، زن و مرد بی‌شماری را که در شهر و در ارودیشان بود را قتل‌عام کرده و مال و منالشان را به غارت و یغما بردند.»
از جمله دیگر مورخان معروف عثمانی که به واقعه تبریز به صراحت اشاره کرده‌اند یکی مصطفی سلانیکی افندی و دیگری ابراهیم پَچوی افندی است. سلانیکی می‌نویسد: «مردم [تبریز] هر گاه عساکر را تنها می‌دیدند، درصدد انتقام برمی‌آمدند. مردم در دل عقده داشتند و به دنبال بهانه بودند تا داد خود را بستانند. از این رو به خواست خدا، بر زبان عساکر چنین جاری شد که این مردمان ستیزه‌جو را باید قتل‌عام کرد و الّا اینها نه مطیع می‌شوند و نه تن به قبول حق می‌دهند [...] ناگهان یک روز آشوب و واویلایی به پا خواست، عامة عساکر اسلام سلاح بر گرفته و گفتند قتل‌عامی به پا خواسته است [...] نخست شهر غارت و یغما شد و همراه با نهب و غارت، قتل‌عام مردم نیز عملی شد.»
جان کارت رایت، سفرنامه نویس انگلیسی که کمی پس از این اتفاق به تبریز می‌رود، دربارهٔ تاراج شهر تبریز و تأثیرات و خرابی‌های وارده در اثنای هجوم سربازان سلطان سلیمان و تسلط عثمان پاشا وزیر سلطان مراد سوم بر شهر، به تفصیل سخن رانده است و معتقد است که توصیف دردها و بدبختی‌های تبریزیان و تشریح بی رحمی‌های لشکریان عثمانی، از عهدهٔ وی خارج است و این مهم، نویسنده‌ای به‌غایت دانشمند و زبردست می‌خواهد.

## برای مطالعهٔ بیشتر
- جوی خون در خیابان‌های تبریز؛ پنج روایت تاریخی از قتل‌عام تبریز توسط عثمانی/حجت یحیی پور بایگانی‌شده  در ۳ دسامبر ۲۰۲۰ توسط Wayback Machine